# تامیشا جکسون
تامیشا جکسون (انگلیسی: Tamicha Jackson؛ زادهٔ ۲۲ آوریل ۱۹۷۸) بازیکن بسکتبال اهل ایالات متحده آمریکا است.
وی در مسابقات کشوری و بین‌المللی در مجموع برندهٔ ۱ مدال طلا شده‌است.